# 鱒魚
- 關於舒伯特的藝術歌曲《鱒魚》，請見「鳟鱼 (艺术歌曲)」。
- 關於舒伯特根據歌曲《鱒魚》寫成的變奏曲，請見「鳟鱼五重奏」。

鱒魚是鲑形目鮭科鮭亞科（Salmoninae）中许多魚類的统称俗名，常被用來指鮭亞科下7個屬中最常见的两個食用鱼属——鱒屬（Salmo）和麻哈魚屬（Oncorhynchus）中除了被称作“鲑鱼”的七个种以外的所有鱼类，外加紅點鮭屬（Salvelinus）在北美洲的五个种。
英文中的源自古英语truht和晚期拉丁语tructa，而拉丁语称呼则源自古希臘語：，羅馬化：trōgein，直译：「啃咬」，源于鳟鱼的掠食性食肉鱼习性。

## 物种
被稱為鱒魚的著名魚類包括：
- 鱒屬（大西洋鳟）Salmo
  - 鈍吻鮭 Salmo obtusirostris
  - 褐鱒 Salmo trutta
    - 河鳟 Salmo trutta fario
    - 湖鳟 Salmo trutta lacustris
    - 海鳟 Salmo trutta trutta

  - 平頭鱒 Salmo platycephalus
  - 虫纹鳟 Salmo marmoratus
  - 野鱒 Salmo letnica
    - 奥赫里德湖鳟 †Salmo balcanicus，已灭绝
    - 卢姆氏鳟 Salmo lumi
    - 润鳟 Salmo aphelios

  - 塞凡湖鱒 Salmo ischchan
- 麻哈魚屬（太平洋鳟、钩吻鳟属） Oncorhynchus
  - 阿帕奇鳟 Oncorhynchus apache
  - 墨西哥金鳟 Oncorhynchus chrysogaster
  - 割喉鳟 Oncorhynchus clarki，共15个亚种
  - 吉拉鱒 Oncorhynchus gilae
  - 秋田钩吻鳟 Oncorhynchus kawamurae，在日本也称“國鱒”（kunimasu）
  - 櫻鱒 Oncorhynchus masou
    - 山女魚（Oncorhynchus masou masou），“”日語發音為“ (yamame)”，为指名河川型亚种
    - 櫻花鉤吻鮭（Oncorhynchus masou formosanus），又稱為梨山鳟、台灣鮭、台灣鱒、台灣馬蘇鮭、台灣櫻鱒[1]，主要分布在台湾岛内陆水系
    - 石川櫻鳟（Oncorhynchus masou ishikawae），又称皐月鱒（，satsukimasu），主要分布在日本本州和四国东南岸、九州东岸以及濑户内海
    - 岩目樱鳟（Oncorhynchus masou iwame），在日本也稱“岩女”（日语：／ (iwame)），又称无斑樱鳟
    - 大口櫻鱒（Oncorhynchus masou macrostomus）：又称红点樱鳟、“アマゴ”（amago），主要分布在日本本州和四国东南岸以及濑户内海沿岸的河流
    - 琵琶鱒（Oncorhynchus masou rhodurus），仅分布于日本琵琶湖

  - 虹鱒 Oncorhynchus mykiss
    - 硬头鳟 Oncorhynchus mykiss irideus
    - 金鱒 Oncorhynchus mykiss aguabonita
    - 红带鳟，分“哥伦比亚河”（gairdneri）、“大盆地”（newberrii）、“麦克劳德河”（stonei）三类
- 紅點鮭屬 Salvelinus
  - †阿氏紅點鮭（银鳟）Salvelinus agassizii，已灭绝
  - 強壯紅點鮭（公牛鱒）Salvelinus confluentus
  - 美洲紅點鮭（河鱒）Salvelinus fontinalis
    - 极光鳟 Salvelinus fontinalis timagamiensis

  - 花羔红点鲑（多莉瓦登鳟） Salvelinus malma
  - 湖紅點鮭（湖鱒）Salvelinus namaycush

## 鱒和鮭的不同
鮭魚和鱒魚同屬鮭科；但在英文里，鱒（trout）和鮭（salmon）通常指两类不同的魚類。以下提供一些方法來區分鱒和鮭，但這並不是科學的分類。
- 鮭魚體型較大；鱒魚較小。
- 鮭魚通常生活在海中，只在產卵時回到淡水；鱒魚則被認為一般生活於内陆的淡水水体。
- 鮭魚尾鰭通常分叉，鱒魚尾鰭為方形或凸狀。

在中文，古文里的“鳟”是指鲤科的赤眼鳟。 “鮭”大多指太平洋鲑——即麻哈鱼属（ Oncorhyncus）下属12种魚類中的6种，特别是大马哈鱼（Oncorhynchus keta）。但該屬也有6种被称为“鱒”的魚，如虹鱒（Oncorhynchus mykiss）和割喉鳟（Oncorhynchus clarkii）。港式粤语中的音译“三文鱼”则通常指从北欧进口到东亚地区的大西洋鲑（Salmo salar），是鳟属（Salmo）唯一被俗称为“鲑”的物种，而同属的其它所有鱼都被称为“鳟”。

## 延伸阅读
[在维基数据编辑]
 《欽定古今圖書集成·博物彙編·禽蟲典·鱒魚部》，出自陈梦雷《古今圖書集成》